# Anatomie artistique

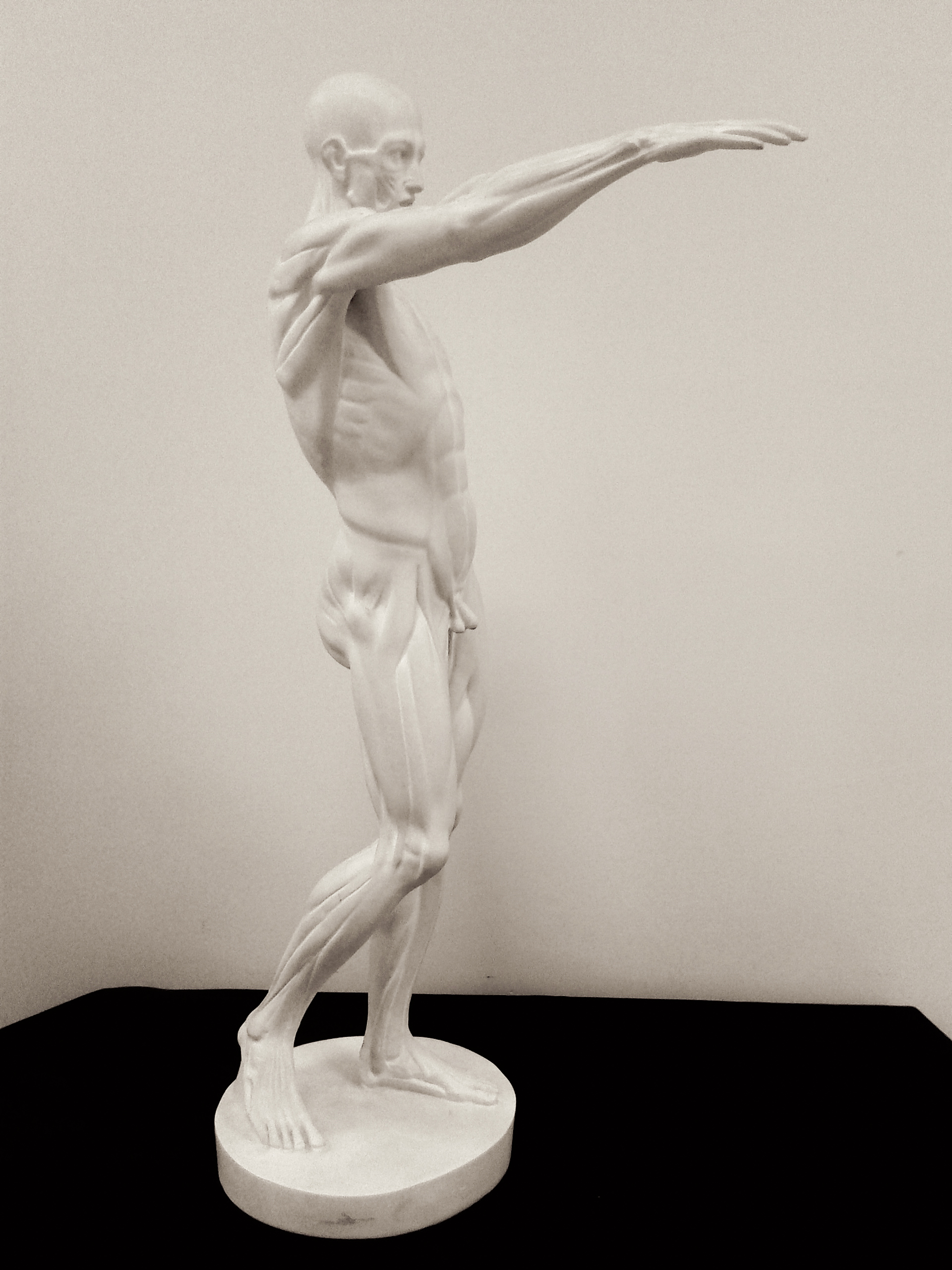
Réduction de Lécorché de Houdon (1767) : un exemple de plâtre didactique d'anatomie musculaire idéalisée

L'anatomie artistique est l'étude de la structure interne du corps humain, en vue de sa représentation artistique. Elle s'attache principalement à l'étude du squelette, des muscles superficiels, de l'équilibre et du mouvement. L'anatomie s'enseigne dans les beaux-arts en complément de la morphologie, qui étudie la répartition des masses dans la figure humaine ainsi que leurs proportions.
Par extension l'anatomie artistique s'intéresse aux animaux souvent représentés, notamment le cheval.
L'anatomie artistique et la perspective linéaire sont les disciplines de l'enseignement académique des beaux-arts et restent fondamentales pour tout projet dit « réaliste », de peinture ou de sculpture, d'illustration ou de bande dessinée au début du XXIe siècle.
Par métonymie « anatomie artistique » désigne quelquefois un dessin de nu ou académie, d'après modèle vivant.

## Caractérisation

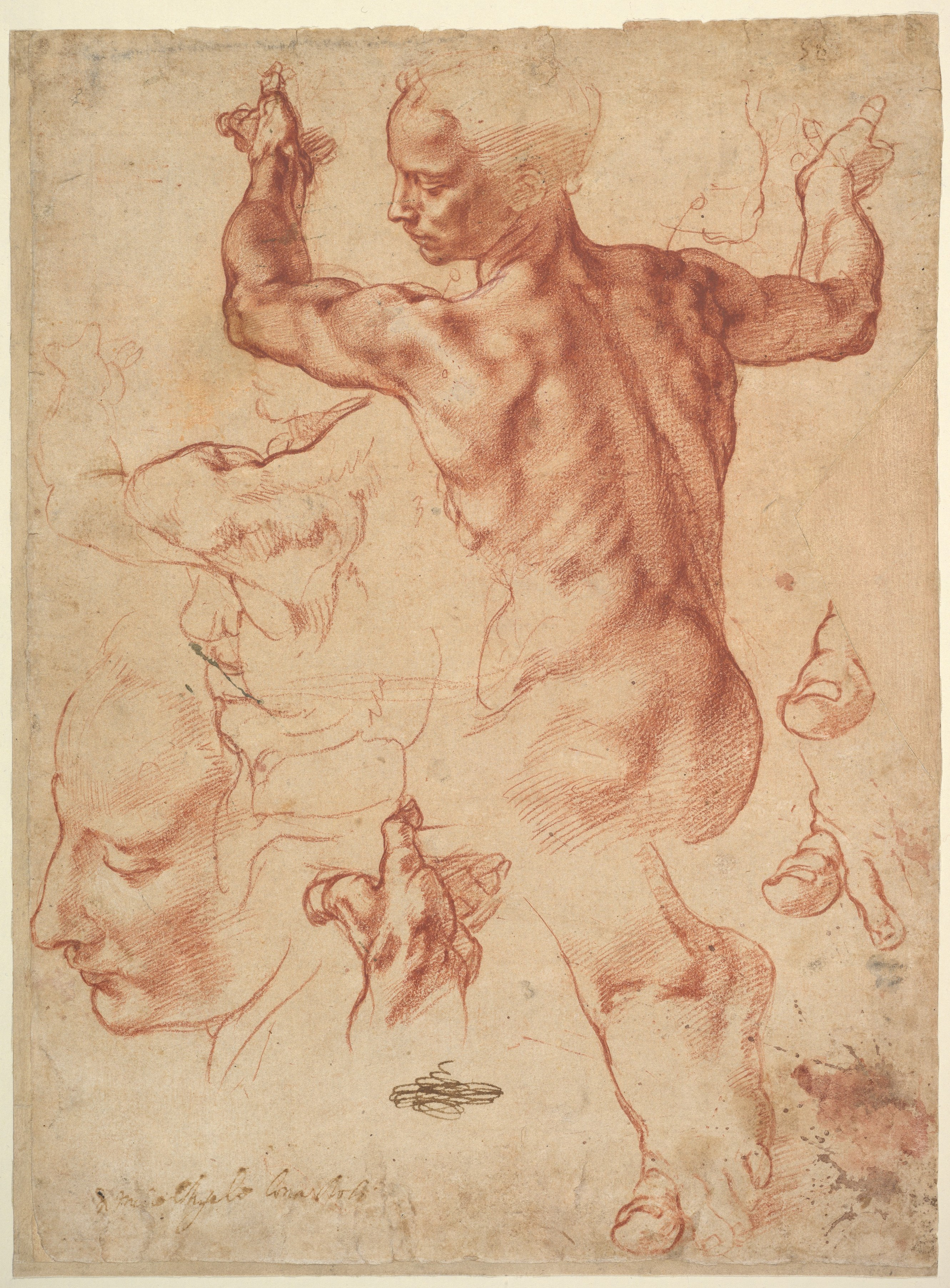
Etude anatomique à la sanguine du dos de la Sibylle Libyenne par Michel-Ange.

L'anatomie artistique dite aussi anatomie plastique et anatomie de surface, se concentre sur la morphologie du corps humain, et reprend les éléments de l'anatomie descriptive, qui étudie les structures et formes des organes, et de l'anatomie topographique, qui étudie le corps humain par zone ou région.
Selon la méthode classique, l'artiste doit d'abord connaître l'ostéologie, qui indique la disposition des os. Étudiant la myologie, il ajoute à la silhouette du squelette les muscles. Il recouvre ensuite ces volumes indispensables des tissus graisseux, de la peau, des poils, qui donnent au sujet son individualité. Ces constructions aboutissent au dessin d'académie exécuté d'après modèle vivant. Il ne reste plus qu'à recouvrir cette structure de vêtements, pour obtenir une représentation parfaite.
Les proportions du corps varient d'une personne à l'autre, et font partie des traits qui permettent de l'identifier. La peinture d'histoire de l'école académique, tout comme la sculpture de la même époque, tendaient à utiliser plutôt un canon esthétique idéal mesuré sur la statuaire antique, que les mesures réelles. Les classiques répugnent au raccourci, qui modifie ces proportions.[réf. souhaitée]
L'étude de l'anatomie et de la morpholgie inclut, le plus souvent, celle des articulations, de leurs possibles mouvements, et de l'équilibre général du corps sur ses appuis.

### Programme d'études
L'apprentissage de l'anatomie artistique consiste en la description d'environ deux cents os, réduits en fait à la moitié du fait de la symétrie du corps, de la notion de leurs proportions ordinaires et surtout, de leurs possibilités d'articulation. On remarque, par exemple, que le corps étant debout, bras relâchés sur les côtés, la main arrive sur le côté de la cuisse à une distance d'une main au-dessus du genou. L'artiste se constitue ainsi une série de repères qui facilitent la construction du dessin et la détection d'erreurs ou d'illusions visuelles.
Des groupes musculaires tiennent ces os, regroupés en grands ensembles, membres supérieurs et inférieur, torse, tête, en place. L'étudiant identifie la fonction des extenseurs et fléchisseurs, adducteurs et abducteurs, supinateurs et pronateurs, de façon à savoir lesquels doivent se représenter en tension, et lesquels relâchés.
L'enseignement anatomique académique comprend, au XIXe siècle, non seulement le dessin, mais l'apprentissage de centaines de noms d'os et de muscles.[réf. souhaitée] Cependant Ingres remarque qu'il s'agit plutôt d'une connaissance pratique : « les muscles sont mes amis, mais j'ai oublié leurs noms ». « L'antipathie de M. Ingres pour l'anatomie » était notoire ; il refusait qu'un artiste, qui doit développer son sens de la beauté, s'expose à la vision du découpage de cadavres sur la table de dissection, qui faisait à son époque partie de l'enseignement de l'anatomie à l'École des beaux-arts.
Au XXIe siècle, l'enseignement de l'anatomie et de la morphologie est recommandé, en complément du croquis et du dessin de modèle vivant pour la peinture figurative et la sculpture, mais également pour la bande dessinée. Il se fait plutôt avec des illustrations et cours théoriques, ainsi qu'avec des écorchés, et en dessinant la musculature sous-jacente d'un modèle.

## Histoire

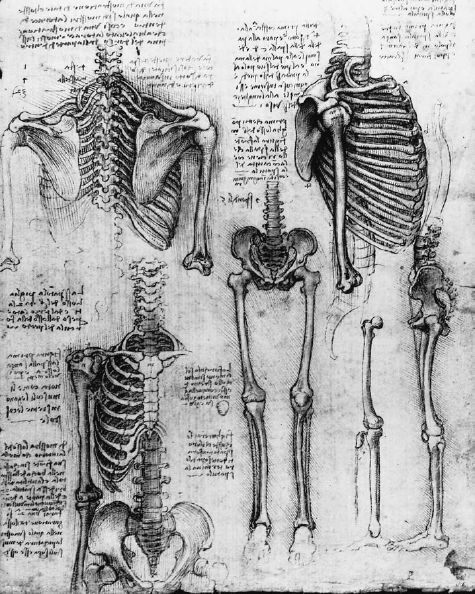
Léonard de Vinci étude anatomique, squelette d'homme.

Sous l'Antiquité grecque et romaine les artistes s'attachent à rendre le corps humain selon une vision idéalisée, par l'étude des musculatures, et des proportions.
Les artistes du Moyen Âge perpétuaient une tradition artistique en imitant les formules transmises par leurs prédécesseurs et connues de leur public. La Renaissance italienne a remis la ressemblance avec le sujet au centre de l'appréciation esthétique, sans cependant se dégager de l'idée d'une beauté idéale, supérieure à ce qu'on trouverait en réalité dans la nature. On demande à l'artiste de choisir ce qu'il y a de plus beau, ignorant le reste. L'étude de l'anatomie se place dans ces nouvelles prescriptions qui situent fermement l'objet de la représentation hors de l'artiste.
Léonard de Vinci est le premier artiste à faire des relevés anatomiques pour les mettre en pratique dans ses œuvres, mais ses travaux ne sont pas publiés. C'est le traité d'André Vésale, De corporis hamani fabrica libri septem (1543) illustré par 
de très nombreuses illustration attribuées à Jan van Calcar élève du Titien, qui devient la référence pour l'étude du corps humain pour les artistes jusqu'au XVIIe siècle. Suivent d'autres traités anatomiques comme celui de Bernhard Siegfried Albinus dont les planches sont reprises dans d'autres ouvrages jusqu'au XIXe siècle. L'Académie royale de peinture et de sculpture inclut l'anatomie dans son enseignement dès sa fondation en 1648. L'anatomie et la perspective fondent la figure de l'artiste savant, et, au siècle suivant, de l'amateur ou connaisseur d'art savant, qui ne juge pas exclusivement d'après son goût, mais d'après des connaissances objectives. L'enseignement artistique dans les écoles d'art se sert de sculptures et autres représentations d'écorchés qui servent de guide aux artistes pour l'étude de l'anatomie. Au XVIIIe siècle et XIXe siècle plusieurs traités d'anatomie destinés aux artistes s'attachent à concentrer l'étude du corps humain sur les proportions, la morphologie, les mouvements.
Si l'enseignement artistique académique en Italie et en France s'attache à des formes idéales, les écoles du Nord favorisent plus l'observation directe. Dürer publie un ouvrage sur les proportions dans lequel il distingue plusieurs types humains ; Rubens observe de même des formes de beauté différentes.

Au XVIIe siècle, Roger de Piles affirme la nécessité de la connaissance fonctionnelle des muscles pour orienter l'observation : 

« ne me dites pas que le naturel montre assez comme les contours des muscles doivent être, cela serait bon, si les muscles ne se lassaient pas, et si le modèle pouvait tenir longtemps dans la même attitude, avec la même vigueur, que lorsqu'on l'a posé dans le premier moment : mais à peine a-t-on esquissé la figure, que le modèle est contraint de chercher le secours d'un bâton, ou d'une corde, pour continuer son action, laquelle pour lors ne fait paraître que des muscles lâches où ils devraient être fortement prononcés. Et c'est ce qui fait faire de si lourdes fautes à celui qui dessine sans connaissance de ce qu'il voit. »

Le Livre de Pourtraicture de Jean Cousin le Jeune publié en 1571, incluait six planches anatomiques. À partir de la publication du Traité d'anatomie pour les artistes de François Tortebat en 1667, des ouvrages d'anatomie pour les peintres et sculpteurs sont toujours disponibles en France, rendant cette étude plus accessible, sans la nécessité de fréquenter les salles de dissection de l'École de médecine

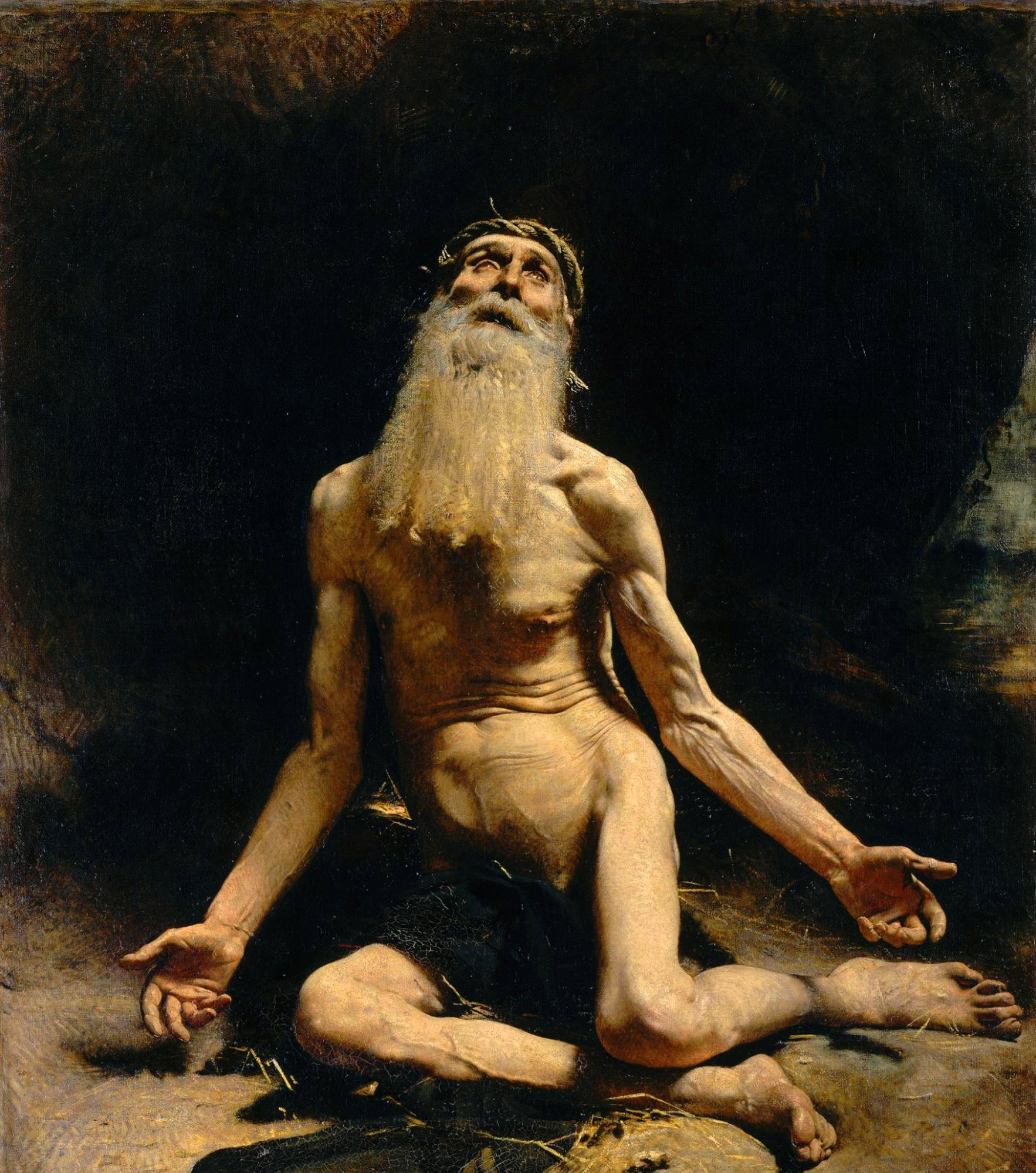
Job (1880) par Léon Bonnat : précision analytique de l'anatomie artistique du XIXe siècle.

À la fin du XVIIIe siècle, Watelet écrit « L'anatomie et la perspective sont des sciences exactes, elles s’appuient sur des démonstrations : elles ont pour sujet des vérités démontrées » ; il reconnaît que ces études « sont laborieuses et souvent rebutantes », mais estime que « les Sciences et les Arts, ou plutôt ceux qui les cultivent, doivent, pour leur mutuel intérêt, s'approcher, se secourir », tout en notant le conflit. « S'il arrive quelquefois au Géomètre ou au profond anatomiste de sourire ironiquement, ou s'il a la faiblesse de s'offenser lorsqu'il entend avancer que la science n'est qu'une partie de l'art du peintre (…) qu'ils réfléchissent que leur animadversion n'a pour principe qu'une énonciation incomplète, qu'un défaut de s'expliquer entièrement et de s'entendre ».
Au début du XIXe siècle, l'essor des explorations et de l'anthropologie s'accompagne d'un effort de représentation des humains exotiques conforme à leur apparence ; cette étude s'exprime en art dans l'orientalisme, et enrichit le programme de l'École des beaux-arts avec le traité d’Anatomie artistique du médecin Julien Fau, le premier à utiliser l'expression, en 1845. À la fin du siècle, l'anthropométrie commence à mesurer systématiquement criminels, travailleurs et malades. Bien que l'idéal reste souvent attaché à l'idée de beauté, les sources de l'anatomie et de la morphologie artistiques sont devenues beaucoup plus variées. Le XIXe siècle voit l'apogée des études liées au courant académique qui prédomine dans la représentation du corps.
Cependant, plusieurs courants de l'art moderne répudient ces études comme celle de la perspective, renouant avec les principes des primitifs. Depuis la seconde moitié du XXe siècle l'anatomie artistique étend l'étude du corps au principes de la perception visuelle, de la psychologie de la forme et de l'expressivité gestuelle.

## Les traités d'anatomie artistique
Les traités d'anatomie, à l'exception de l'Abrégé de Piles, se destinent souvent indifféremment aux médecins et aux artistes jusqu'au XVIIIe siècle. Au XIXe siècle, Pierre Nicolas Gerdy écrit à l'intention de ceux qui répugnent à apprendre les parties de cette matière qui ne les concernent pas :

« L'anatomie, venant au secours des yeux, donne de la transparence à la peau et montre à l'intelligence de l'artiste les formes de la surface du corps par le souvenir des parties cachées sous le voile qui les couvre. L'anatomie est, pour ainsi dire encore, un verre grossissant qui rend ces formes sensibles jusque dans les plus minces détails, en sorte qu éclairé par elle, l'artiste voit beaucoup mieux, beaucoup plus vite, et rend avec plus de fidélité des formes distinctes à ses yeux parce qu'elles sont claires à son esprit. »

### L'anatomie du cheval de George Stubbs

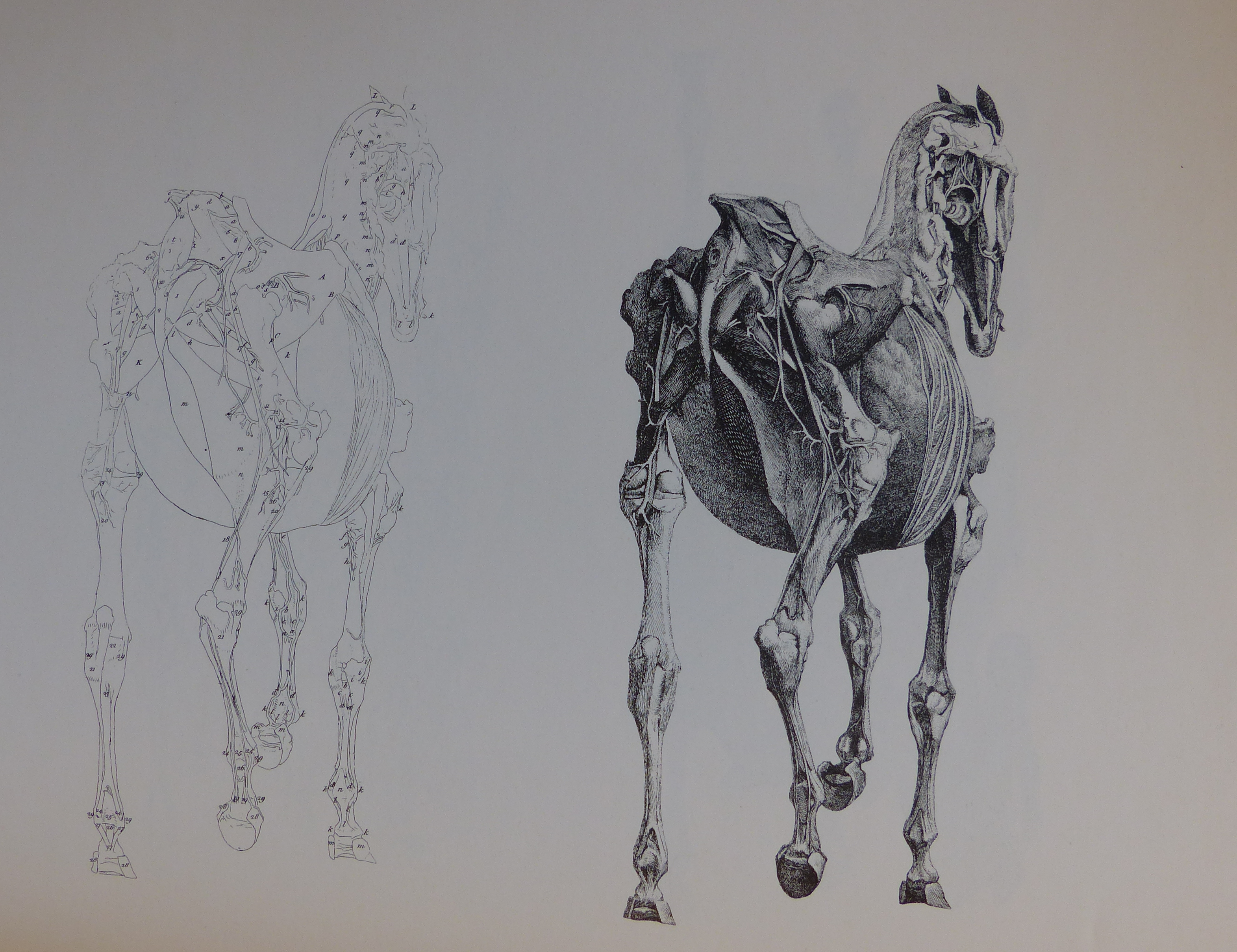
Planche de l’Anatomie du Cheval de George Stubbs, 1766

Publié en 1766,  est le chef-d'œuvre du peintre anglais George Stubbs. Il y propose une méthode pour dessiner correctement les chevaux, dont il était un spécialiste reconnu.
Stubbs fut le premier à représenter le « galop volant », dans lequel aucun sabot de l'animal ne touche le sol. Géricault, peintre, cavalier et peintre de chevaux expert, adopta le motif.
L'ouvrage de Stubbs affecta durablement la représentation du cheval dans l'art. Son influence, ses méthodes, se notent chez les peintres romantiques, sur Delacroix et même pour Degas.

### L'anatomie de Paul Richer
Médecin, dessinateur et sculpteur, Paul Richer publie en 1890 une Anatomie artistique in-quarto illustrée de 110 planches qu'il a lui-même dessinées. En 1903, il est chargé du cours d'anatomie et de morphologie à l'École des Beaux-arts. Deux ans après, il publie une Nouvelle anatomie artistique, de petit format, et bien moins chère que la précédente. Elle sera suivie de cinq autres volumes, portant sur des sujets qu'il n'avait pas abordés dans ses premiers ouvrages. En 1920, un volume porte sur l'anatomie de la femme, et les variations de type morphologique qu'il a relevées sur une centaine de modèles féminins et une trentaine d'hommes de la même profession. Il répercute la nouvelle approche du mouvement qu'ont apportées les chronophotographies de Muybridge ou Marey dans un nouveau volume en 1921 et publie, toujours comme « Cours supérieur d'anatomie artistique » trois volumes sur l'histoire du nu, de 1925 à 1929.
Il a également publié en 1893 un ouvrage sur les proportions et en 1921 une anatomie du cheval, et de nombreux articles en rapport avec ces matières.

### L'anatomie d'Arnould Moreaux
En 1947, Arnould Moreaux professeur d'anatomie artistique, publiait son Anatomie artistique de l'Homme, qui se présente comme « une sorte de Grammaire pour les futurs artistes », une  synthèse de ses cours et des différents savoirs nécessaires aux artistes.

### Les cours d'anatomie de Paul Bellugue
Professeur d'anatomie artistique et de morphologie à l'École des Beaux-Arts de Paris de 1936 à sa mort en 1955, remplacé alors par son assistant le médecin et chirurgien Pol Le Cœur (1903-1996), c'est à ce dernier, entre autres, que l'on doit la publication des cours de Paul Bellugue en 1963 et 1967. Paul Bellugue, a été l'élève de Paul Richer, puis du docteur Henry Meige, auxquels il succède à la chaire d'anatomie aux Beaux-Arts et dont il veut prolonger et maintenir l'enseignement. Cependant il insiste "pour former des artistes à la culture scientifique sans en faire des savants" et précise qu'il enseigne "la morphologie humaine par l'anatomie des formes" . Présentés sous la forme de court chapitre ou conférence, ses cours lient anatomie simplifiée, danse, mouvement, sport, proportion, histoire de l'art, et abstraction picturale, mécanisme et cinétisme. Son modèle d'enseignement se prolonge jusque dans les années 1980. Publié en 1963 son "Introduction à l'étude de la forme humaine - anatomie plastique et mécanique" est un cours d'anatomie humaine pratique et illustrée. Publié en 1967, son " à propos d'art, de forme et de mouvement" présente une philosophie de l'anatomie dans les arts plastiques à travers les âges. Des illustrations de ses cours sont utilisées par Robert Rauschenberg dans sa série "L'Enfer" d'après Dante pour le Chant XXXI "The Central Pit of Malebolge" (1959-1960). Ces cours aux Beaux-Arts de Paris étaient souvent accompagnés par les actions du mime Etienne Decroux.
Aujourd'hui, ce mode d'enseignement pluri-disciplinaire de l'anatomie trouve sa continuité dans les cours de Philippe Comar aux Beaux-Arts de Paris, dont la note d'intention précise :  « Que ce soit lors des cours de dessin d’après modèles vivants, à la craie sur tableaux noirs dans l’amphithéâtre de morphologie, ou bien lors de visites dessinées à l’extérieur de l’École, l’objectif est d’aiguiser l’observation et de faire du dessin un outil d’analyse pour comprendre le réel. Par ailleurs, une approche pluridisciplinaire, autour des questions liées à la perspective, l’anatomie, la géométrie ou la topologie, permet d’évoquer l’histoire croisée des arts et des sciences.»

### Les cours de Jean-François Debord
Les cours de morphologie de Jean-François Debord, enseignant à l'école des Beaux-Arts de Paris jusqu'en 2003 et à l'école de kinésithérapie de Paris (ADERF) sont mis en ligne  en 44 épisodes sur Youtube par l'Université Paris Sciences et Lettres. Filmé lors de sa dernière année d'enseignement, substituant la morphologie du vivant à l'anatomie du cadavre, Jean-François Debord se sert de son propre corps comme modèle anatomique et ouvre la réflexion du dessin anatomique et médical à la question du bio design.

### L'anatomie pour la bande dessinée et le dessin animé
Dessinateur de Tarzan en bande dessinée, Burne Hogarth crée une école de bande dessinée, le School of Visual Arts, en 1947, pour former en particulier les dessinateurs de « Comics » pour les éditions Marvel. À partir de 1958, il publie ses cours dont un cours d'anatomie pour le dessin du mouvement « Dynamic anatomy », qui permet de dessiner des superhéros à la musculature exagérée ou des personnages réalistes. Cette anatomie est publiée en français en 1993.
Cette école qui joint les principes de l'anatomie à ceux de la mécanique pour créer des personnages en mouvement se développe aussi en direction du dessin animé.
Will Eisner est aussi l'auteur d'un ouvrage didactique destiné aux dessinateurs de comics, « Expressive anatomy ».

## Sujet de l'œuvre d'art

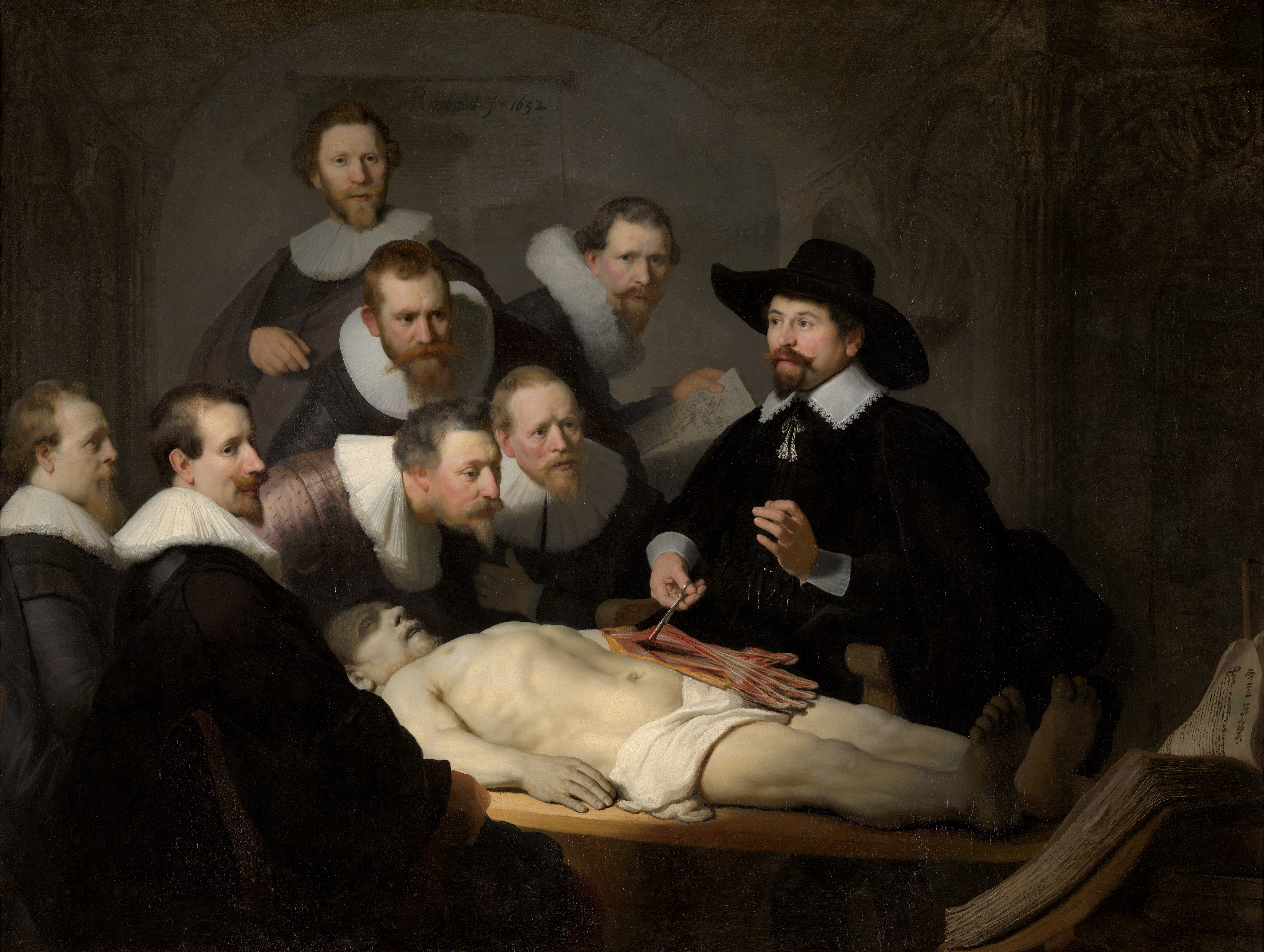
La Leçon d'anatomie du docteur Tulp par Rembrandt (1632).

L'anatomie intéresse un public beaucoup plus large que celui des artistes et des médecins. Elle excite la curiosité, tandis que l'exposition de l'intérieur du corps provoque la frayeur. Les publications anatomiques illustrées sont, depuis Vésale, un débouché notable pour les artistes plastiques qui donnent un aspect présentable aux pièces anatomiques tachées de sang . La planche anatomique, l'écorché, sont devenus un genre artistique.
La dissection, partie marquante de l'enseignement anatomique, constitue aussi un sujet pour la peinture. Elle réunit l'intérieur et l'extérieur des corps, la vie et la mort, le sacrifice humain et le savoir : à ces titres, elle constitue un symbole. C'est une académie de dessin, et non de médecine, qui l'inscrit, la première, parmi ses cours obligatoires. Les médecins et artistes de la Renaissance la pratiquaient discrètement ou clandestinement. À l'époque classique, elle fait l'objet d'une certaine mise en scène.

## Galerie

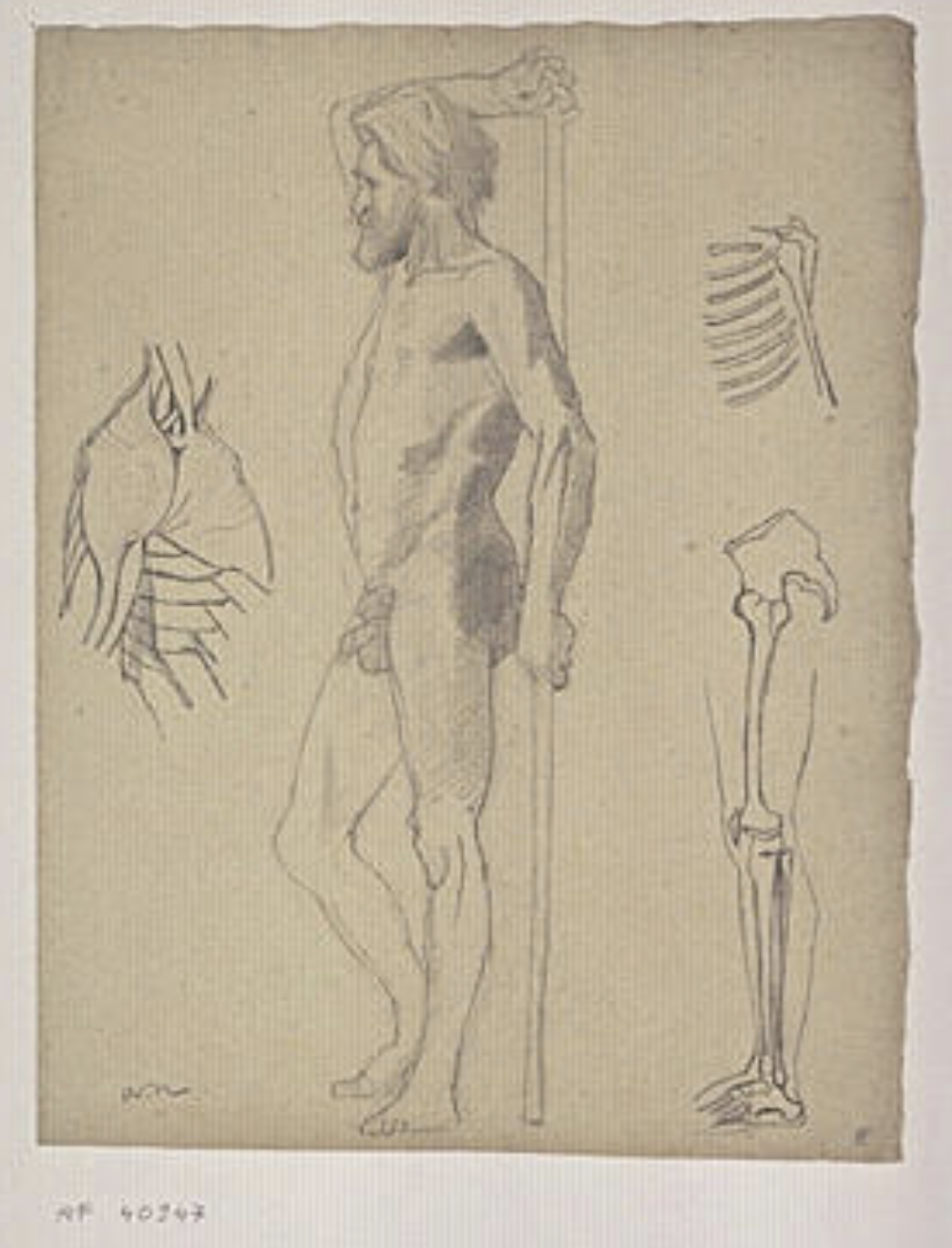
Etude anatomique d’Odilon Redon - Homme nu, debout de profil, trois études, d’écorché et de squelette.
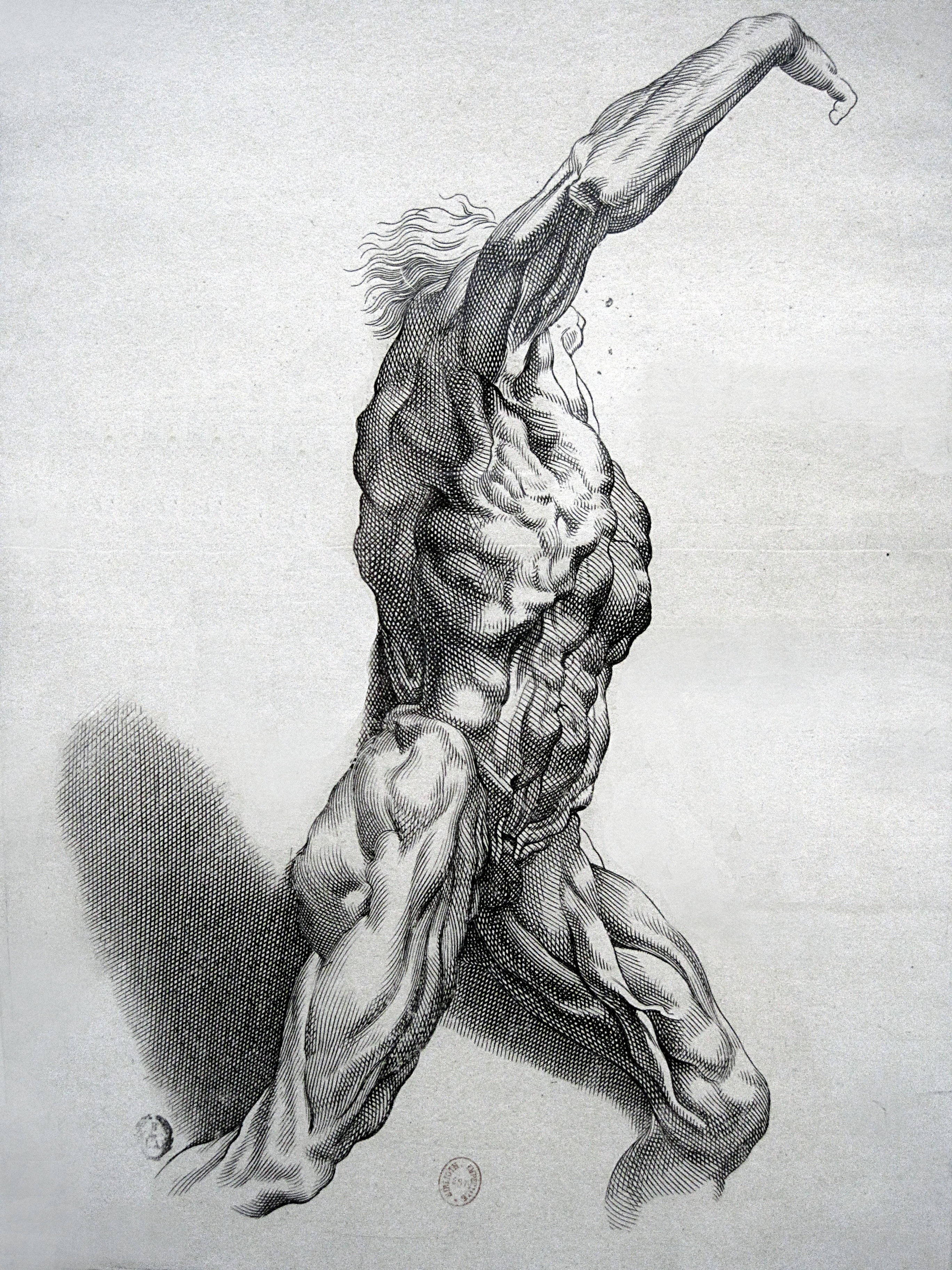
Ecorché de Paulus Pontius
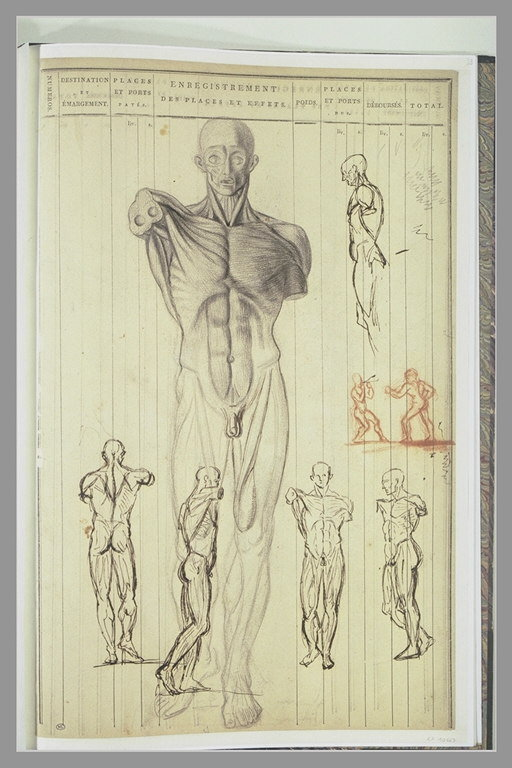
Etudes d’écorchés avec deux hommes luttant, d'Eugène Delacroix